# Cole Bennett
Cole Bennett (* 14. Mai 1996 in Plano, Illinois) ist ein US-amerikanischer Geschäftsmann, Videofilmer und Musikvideoregisseur. Seine Multimedia-Firma Lyrical Lemonade startete er 2013 während seiner Schulzeit als Internet-Blog.

## Leben
Bennett besuchte die Plano High School und die Oakley Therapeutic Boarding School. Er brach das College ab, um sich auf seine Karriere in der Videografie und Hip-Hop-Musik zu konzentrieren.

## Unternehmen

### Lyrical Lemonade
Bennett gründete Lyrical Lemonade als Internet-Blog als er noch Schüler in Plano war. Er begann mit Musikvideos für lokale Chicagoer Rapper, darunter Vic Mensa und Taylor Bennett, die er zusammen mit Dokumentationen, Interviews etc. auf den Lyrical Lemonade-Kanal hochlud. Der Kanal expandierte in andere Subgenres des Hip-Hop über die lokale Chicagoer Szene hinaus, wie zum Beispiel das SoundCloud-Rap-Subgenre. 2016 und Anfang 2017 arbeitete er mit Künstlern wie Famous Dex, Lil Pump, Smokepurpp und Ski Mask the Slump God zusammen. Im April 2017 veröffentlichte er seinen ersten Kurzfilm Lone Springs. Im August 2017 drehte er das Musikvideo für die Single Betrayed von Lil Xan, die 2018 von der RIAA mit Platin ausgezeichnet wurde.
Später drehte er zahlreiche Musikvideos zu Hits, darunter Ski Mask the Slump Gods BabyWipe, Lil Skies’ Red Roses und Nowadays und YBN Nahmirs Bounce Out with That. Im Mai 2018 drehte er das Musikvideo für Lucid Dreams des Chicagoer Rappers Juice Wrld, das Platz 2 der Billboard Hot 100 erreichte. Das Video hat 1 Milliarde Aufrufe auf YouTube übertroffen und wurde zu seinem beliebtesten Video auf dem Kanal. Seitdem hat er mit Mainstream-Größen des Hip-Hop wie J. Cole, Wiz Khalifa, Kanye West und Eminem zusammengearbeitet. Im März 2020 führte er Regie beim Musikvideo zu Eminems Hitsingle Godzilla. Das Video selbst zeigt Cameo-Auftritte von Dr. Dre und Mike Tyson. Es gewann 13 Millionen Aufrufe in 24 Stunden. Im Dezember 2020 führte Bennett in seiner zweiten Zusammenarbeit mit Eminem Regie beim Musikvideo zur Rapper-Single Gnat.
Bennett veranstaltet jedes Jahr das Musikfestival Summer Smash, das von dem Event-Produktionslabel SPKRBX präsentiert wird.

### Merchandising
Bennett hat seinen Unternehmen auf den Bereich Merchandising erweitert, z. B. mit der Marke Lyrical Lemonade für ein Limonadengetränk.
Im Februar 2020 arbeitete Lyrical Lemonade mit Jordan Brand zusammen. Die Kollektion umfasste einen Aerospace 720-Schuh, ein Kapuzen-Sweatshirt und ein langärmliges T-Shirt. Im April 2020 hat Lyrical Lemonade mit der Streetwear-Marke FTP zusammengearbeitet. Die Kollektion umfasste ein Kapuzen-Sweatshirt, ein T-Shirt und Limonadendosen mit Co-Branding.